# Polychoa aeruginosa
Polychoa aeruginosa är en fjärilsart som beskrevs av M.Gaede 1930. Polychoa aeruginosa ingår i släktet Polychoa och familjen tandspinnare. Inga underarter finns listade i Catalogue of Life.